# 刘钦 (淮阳王)
刘钦（前1世纪？—前28年），西汉宣帝第二子，生母张婕妤。

## 生平

### 早年经历
生年不详，当在前70年代末至前60年代初。元康三年（前63年），被父亲宣帝立为淮阳王。汉宣帝宠爱张婕妤和聪明好学的刘钦，想立刘钦为太子。后来汉宣帝考虑政权稳定和顾念自己和皇后许平君、长子刘奭的布衣之情，立刘奭（是为汉元帝）为太子。宣帝派韦玄（原丞相韦贤之子，韦玄成佯狂让爵位给其兄长）教导刘钦，太子心安。
黄龙元年（前49年），汉宣帝去世，汉元帝即位，刘钦到封地就国。

### 舅舅骗财
元帝即位后，刘钦的母亲张婕妤已死。刘钦将外祖母接到封地供养，舅舅张博等三人常到淮阳拜见母亲，均受刘钦赏赐。后刘钦上书元帝，请求把外家张博全家迁到封地。张博上书拒绝。后来张博到淮阳，刘钦赏赐减少。张博令其弟张光恐吓刘钦，说刘钦对待外祖母怠慢，张博要上书替母亲请求还乡。刘钦便派人持黄金五十斤送给张博。张博回信刘钦：“当今朝廷无贤臣，灾异屡现，使人寒心，百姓都归望于大王，大王怎么安然不求到朝中辅佐皇上？”张博又多次让弟弟张光劝说刘钦听从他的计策，派人到京师请当权的贵人替刘钦请求朝见。刘钦未采纳他的意见。
张光“愿尽力与张博共同替大王请求朝见。大王即日到长安，可以依靠平阳侯。”，得到刘钦想请求朝见的话。张博又骗的“二百万金”用以疏通刘钦入朝为官辅政之事。
张博和张博的女婿《易经》学者京房继续劝说刘钦进京匡正朝政。张博说元帝 “年纪未满四十，发齿掉落，太子幼弱，奸佞之人当权，阴阳不调和，百姓疾疫饥饿死的人将近半数，洪水之害大概也不过此。大王事业打算救世，将与古代圣人比功德，怎么可以怠忘呢？”。又骗了刘钦金五百斤。
宦官石显知道此事禀报汉元帝“京房泄漏宫禁之内谈话，张博兄弟贻误诸侯王，诽谤政治，狡猾不道，都被关进监狱“。有官员奏请逮捕刘钦，汉元帝不忍心对弟弟用法，将张博、京房处死，派諫大夫王駿斥责刘钦。汉成帝即位后，在刘钦的请求下，汉成帝赦免了流放的张氏族人。  

## 去世
河平元年（前28年），刘钦薨逝于東平官邸，谥号宪王，子文王劉玄嗣位。

## 子嗣
- 淮阳文王劉玄
- 樂平侯劉訢，更封共樂侯